# OPS 5111
OPS 5111, còn được gọi là Navstar 1, NDS-1, GPS I-1 và GPS SVN-1, là một vệ tinh định vị của Mỹ được phóng vào năm 1978 đóng vai trò là một phần trong chương trình phát triển Hệ thống Định vị Toàn cầu. Đây là vệ tinh GPS đầu tiên được phóng vào vũ trụ và là một trong mười một vệ tinh trình diễn Block I.
OPS 5111 được phóng vào vũ trụ lúc 23 giờ 44 phút UTC ngày 22 tháng 2 năm 1978, trên đỉnh tên lửa vận chuyển Atlas E/F với bệ phóng SGS-1. Atlas lúc đó có số thứ tự 64F, và ban đầu được chế tạo thành Atlas F. Vụ phóng này xảy ra tại Sân bay vũ trụ 3E ở Căn cứ Không quân Vandenberg, và đặt OPS 5111 vào quỹ đạo chuyển tiếp. Vệ tinh tự bay lên quỹ đạo Trái Đất tầm trung nhờ dùng động cơ viễn điểm Star-27.
Vào ngày 11 tháng 4 năm 1978, OPS 5111 đã ở trong một quỹ đạo với cận điểm 20.075 kilômét (12.474 mi), viễn điểm 20.291 kilômét (12.608 mi), chu kỳ 718 phút, và 63.3 độ nghiêng tới xích đạo. Vệ tinh có tuổi thọ thiết kế là 5 năm và khối lượng 758 kilôgam (1.671 lb). Nó phát sóng tín hiệu PRN 04 trong chòm sao trình diễn GPS, và chấm dứt hoạt động từ ngày 17 tháng 7 năm 1985.